# Députés de la IXe législature de la république de Guinée

Diagramme de l'Assemblée nationale guinéenne issue des élections du 22 mars 2020 :
Groupe de la majorité présidentielle (81)
Groupe du Rassemblement Républicain (19)
Groupe Parlementaire Alliance Patriotique (14)

Cet article dresse, la liste des 144 députés guinéens de la IXe législature de la république, ouverte le 22 avril 2020 jusqu'à sa dissolution le 5 septembre 2021.
- Haut – A
- B
- C
- D
- E
- F
- G
- H
- I
- J
- K
- L
- M
- N
- O
- P
- Q
- R
- S
- T
- U
- V
- W
- X
- Y
- Z

## Méthodologie
La liste recense les députés siégeant à l'Assemblée nationale, soit élus à l'issue des élections législatives du 22 mars 2020, soit suppléant les élus ayant été nommés au gouvernement ou décédés, soit élus à l'occasion d'élections législatives partielles. Pour chaque député, la liste précise sa circonscription d'élection ainsi que le groupe auquel il appartient. Sauf indication contraire, les députés et suppléants siégeant ont été élus lors des élections législatives du 22 mars 2020.
Un député est qualifié de « dissident », lorsqu'il siège dans un groupe parlementaire autre que celui dans lequel la majorité des membres de son parti est affiliée. Cet état de dissidence disparaît lorsque le député cesse officiellement d'être adhérent à son parti d'origine[réf. souhaitée].
Lors de la nomination au gouvernement ou du décès d'un député, son suppléant devient député (un mois après en cas d'acceptation d'une fonction gouvernementale). En outre, les ministres élus quittant le gouvernement peuvent retrouver leur siège, sans passer par une élection partielle, à l'issue d'un délai d'un mois.

## Groupes parlementaires
Outre les députés non-inscrits, l'Assemblée nationale compte depuis le 22 avril 2020, trois groupes parlementaires en Guinée.
|  |                 | Groupe                                    | Partis                                                     | Membres | Positionnement |
|  | --------------- | ----------------------------------------- | ---------------------------------------------------------- | ------- | -------------- |
|  | RPG Arc-en-ciel | Groupe de la Majorité Présidentielle      | RPG Arc-en-ciel, NFD et UPR                                | 81      | Majorité       |
|  | RR              | Groupe du Rassemblement Républicain       | GDE, ADC-BOC, RDIG, PGR, ARENA, FIDEL, GUD, PDG-RDA et MPD | 19      | Opposition     |
|  | AP              | Groupe Parlementaire Alliance Patriotique | UDG, UFD, MPDG, RRD, PGPD, ARN, NGR, GECI, et PPD          | 14      | Opposition     |

## A
| Portrait | Député                       | Circonscription | Date de naissance | Profession                                                  | scrutin        | Mandats | Sortant                                | Suppléant            | Parti           | Groupe                                    |
| -------- | ---------------------------- | --------------- | ----------------- | ----------------------------------------------------------- | -------------- | ------- | -------------------------------------- | -------------------- | --------------- | ----------------------------------------- |
|          | Zeinab Camara                | Boffa           | 27 janvier 1981   |                                                             | uninominal     |         | Non                                    |                      | RPG Arc-en-ciel | Groupe de la Majorité Présidentielle      |
|          | Mamadou Bobo Diallo          | Boké            |                   |                                                             | uninominal     |         |                                        |                      | RPG Arc-en-ciel | Groupe de la Majorité Présidentielle      |
|          | Mohamed Gassim Bangoura      | Fria            |                   |                                                             | uninominal     |         |                                        |                      | RPG Arc-en-ciel | Groupe de la Majorité Présidentielle      |
|          | Fafa M'bira Manè             | Gaoual          |                   |                                                             | uninominal     |         |                                        | Cellou Garaya Diallo | RPG Arc-en-ciel | Groupe de la Majorité Présidentielle      |
|          | Meta Traoré                  | Koundara        |                   |                                                             | uninominal     |         |                                        |                      | RPG Arc-en-ciel | Groupe de la Majorité Présidentielle      |
|          | Oumar Sidibé (Joe Bébéto)    | Dixinn          |                   |                                                             | uninominal     |         |                                        |                      | RPG Arc-en-ciel | Groupe de la Majorité Présidentielle      |
|          | Mohamed Diop                 | Kaloum          |                   |                                                             | uninominal     |         |                                        |                      | RPG Arc-en-ciel | Groupe de la Majorité Présidentielle      |
|          | Sékou Minkaïlou Conté        | Matam           |                   |                                                             | uninominal     |         |                                        |                      | RPG Arc-en-ciel | Groupe de la Majorité Présidentielle      |
|          | Aboubacar Adama Sylla        | Matoto          |                   |                                                             | uninominal     |         |                                        |                      | RPG Arc-en-ciel | Groupe de la Majorité Présidentielle      |
|          | Hadja Aminata Sylla          | Ratoma          |                   |                                                             | uninominal     |         |                                        |                      | RPG Arc-en-ciel | Groupe de la Majorité Présidentielle      |
|          | Moustapha Diané              | Dabola          |                   |                                                             | uninominal     |         |                                        |                      | RPG Arc-en-ciel | Groupe de la Majorité Présidentielle      |
|          | Elhadj Baïla Ly              | Dinguiraye      |                   |                                                             | uninominal     |         |                                        |                      | RPG Arc-en-ciel | Groupe de la Majorité Présidentielle      |
|          | Abou Traoré                  | Faranah         |                   |                                                             | uninominal     |         |                                        |                      | RPG Arc-en-ciel | Groupe de la Majorité Présidentielle      |
|          | Marie Madeleine Kamano       | Kissidougou     |                   |                                                             | uninominal     |         |                                        |                      | RPG Arc-en-ciel | Groupe de la Majorité Présidentielle      |
|          | Hadja Djakagbè Kaba          | Kankan          |                   | 3e Vice-présidente de l’Assemblée nationale ;               | uninominal     |         |                                        |                      | RPG Arc-en-ciel | Groupe de la Majorité Présidentielle      |
|          | Lamine Condé                 | Kérouané        |                   |                                                             | uninominal     |         |                                        |                      | RPG Arc-en-ciel | Groupe de la Majorité Présidentielle      |
|          | Aly Kaba                     | Kouroussa       |                   | Président du Groupe parlementaire de la majorité            | uninominal     |         |                                        |                      | RPG Arc-en-ciel | Groupe de la Majorité Présidentielle      |
|          | Amara Traoré                 | Mandiana        |                   |                                                             | uninominal     |         |                                        |                      | RPG Arc-en-ciel | Groupe de la Majorité Présidentielle      |
|          | Cheik Fantamady Camara       | Siguiri         |                   |                                                             | uninominal     |         |                                        |                      | RPG Arc-en-ciel | Groupe de la Majorité Présidentielle      |
|          | Abdoulaye Bernard Keita      | Coyah           |                   |                                                             | uninominal     |         |                                        |                      | RPG Arc-en-ciel | Groupe de la Majorité Présidentielle      |
|          | Fodé Abass Cissé             | Dubréka         |                   |                                                             | uninominal     |         |                                        |                      | RPG Arc-en-ciel | Groupe de la Majorité Présidentielle      |
|          | Souleymane Touré             | Forécariah      |                   |                                                             | uninominal     |         |                                        |                      | RPG Arc-en-ciel | Groupe de la Majorité Présidentielle      |
|          | Mohamed Dorval Doumbouya     | Kindia          |                   |                                                             | uninominal     |         |                                        |                      | RPG Arc-en-ciel | Groupe de la Majorité Présidentielle      |
|          | Elhadj Ibrahima Diallo       | Télimélé        |                   |                                                             | uninominal     |         |                                        |                      | RPG Arc-en-ciel | Groupe de la Majorité Présidentielle      |
|          | Ibrahima Diallo              | Koubia          |                   |                                                             | uninominal     |         |                                        |                      | RPG Arc-en-ciel | Groupe de la Majorité Présidentielle      |
|          | Thierno Aliou Mosquée Diallo | Labé            |                   |                                                             | uninominal     |         |                                        |                      | RPG Arc-en-ciel | Groupe de la Majorité Présidentielle      |
|          | Mamadou Dian I Camara        | Lélouma         |                   |                                                             | uninominal     |         |                                        |                      | RPG Arc-en-ciel | Groupe de la Majorité Présidentielle      |
|          | Mamadou Saliou Kanté         | Mali            |                   |                                                             | uninominal     |         |                                        |                      | RPG Arc-en-ciel | Groupe de la Majorité Présidentielle      |
|          | Mamadou Saliou Baldé         | Tougué          |                   |                                                             | uninominal     |         |                                        |                      | RPG Arc-en-ciel | Groupe de la Majorité Présidentielle      |
|          | Abdoul Aziz Diallo           | Dalaba          |                   |                                                             | uninominal     |         |                                        |                      | RPG Arc-en-ciel | Groupe de la Majorité Présidentielle      |
|          | Fatoumata Diallo             | Mamou           |                   |                                                             | uninominal     |         |                                        |                      | RPG Arc-en-ciel | Groupe de la Majorité Présidentielle      |
|          | Samouka Bérété               | Beyla           |                   |                                                             | uninominal     |         |                                        |                      | RPG Arc-en-ciel | Groupe de la Majorité Présidentielle      |
|          | Antoine Kadouno              | Gueckédou       |                   |                                                             | uninominal     |         |                                        |                      | RPG Arc-en-ciel | Groupe de la Majorité Présidentielle      |
|          | Togba Traoré                 | Lola            |                   |                                                             | uninominal     |         |                                        |                      | RPG Arc-en-ciel | Groupe de la Majorité Présidentielle      |
|          | Marie Kenneth Guilavogui     | Macenta         |                   |                                                             | uninominal     |         |                                        |                      | RPG Arc-en-ciel | Groupe de la Majorité Présidentielle      |
|          | Zoupé Zogbélémou             | N’Zérékoré      |                   |                                                             | uninominal     |         |                                        |                      | RPG Arc-en-ciel | Groupe de la Majorité Présidentielle      |
|          | Mathieu Kpogomou             | Yomou           |                   |                                                             | uninominal     |         |                                        |                      | RPG Arc-en-ciel | Groupe de la Majorité Présidentielle      |
|          | Abdourahmane Diallo          | Pita            |                   |                                                             | uninominal     |         |                                        |                      | NFD             | Groupe Parlementaire Alliance Patriotique |
|          | Djalikatou Diallo            |                 |                   | Première Vice-Présidente de l’Assemblée nationale           | liste national |         |                                        |                      | RPG Arc-en-ciel | Groupe de la Majorité Présidentielle      |
|          | Amadou Damaro Camara         |                 |                   | Président de l’Assemblée nationale                          | liste national |         |                                        |                      | RPG Arc-en-ciel | Groupe de la Majorité Présidentielle      |
|          | Claude Kory Kondiano         |                 |                   |                                                             | liste national |         |                                        |                      | RPG Arc-en-ciel | Groupe de la Majorité Présidentielle      |
|          | Mohamed Kéita                |                 |                   |                                                             | liste national |         |                                        |                      | RPG Arc-en-ciel | Groupe de la Majorité Présidentielle      |
|          | Dr Fodé Soumah               |                 |                   | 2e vice-président de l’Assemblée nationale                  | liste national |         |                                        |                      | RPG Arc-en-ciel | Groupe de la Majorité Présidentielle      |
|          | Abdoulaye Kaba               |                 |                   |                                                             | liste national |         |                                        |                      | RPG Arc-en-ciel | Groupe de la Majorité Présidentielle      |
|          | Eva Kross                    |                 |                   |                                                             | liste national |         |                                        |                      | RPG Arc-en-ciel | Groupe de la Majorité Présidentielle      |
|          | Bandian Neyba Condé          |                 |                   |                                                             | liste national |         |                                        |                      | RPG Arc-en-ciel | Groupe de la Majorité Présidentielle      |
|          | Balla Camara                 |                 |                   |                                                             | liste national |         |                                        |                      | RPG Arc-en-ciel | Groupe de la Majorité Présidentielle      |
|          | Sékou Souaré                 |                 |                   |                                                             | liste national |         |                                        |                      | RPG Arc-en-ciel | Groupe de la Majorité Présidentielle      |
|          | Louceny Fofana               |                 |                   |                                                             | liste national |         |                                        |                      | RPG Arc-en-ciel | Groupe de la Majorité Présidentielle      |
|          | Ibrahima Sory Traoré         |                 |                   |                                                             | liste national |         |                                        |                      | RPG Arc-en-ciel | Groupe de la Majorité Présidentielle      |
|          | Bandjou Oularé               |                 |                   |                                                             | liste national |         |                                        |                      | RPG Arc-en-ciel | Groupe de la Majorité Présidentielle      |
|          | Facély Camara                |                 |                   |                                                             | liste national |         |                                        |                      | RPG Arc-en-ciel | Groupe de la Majorité Présidentielle      |
|          | Kaka Sékou Camara            |                 |                   |                                                             | liste national |         |                                        |                      | RPG Arc-en-ciel | Groupe de la Majorité Présidentielle      |
|          | Lanceï Diakité               |                 |                   |                                                             | liste national |         |                                        |                      | RPG Arc-en-ciel | Groupe de la Majorité Présidentielle      |
|          | Mamadou Diawara (Yaourt)     |                 |                   |                                                             | liste national |         | Lounceny Fofana (décédé le 3 mai 2020) |                      | RPG Arc-en-ciel | Groupe de la Majorité Présidentielle      |
|          | Dr Sory Sow                  |                 |                   |                                                             | liste national |         |                                        |                      | RPG Arc-en-ciel | Groupe de la Majorité Présidentielle      |
|          | Mamadou Habib Baldé          |                 |                   |                                                             | liste national |         |                                        |                      | RPG Arc-en-ciel | Groupe de la Majorité Présidentielle      |
|          | Mamady Sidibé                |                 |                   |                                                             | liste national |         |                                        |                      | RPG Arc-en-ciel | Groupe de la Majorité Présidentielle      |
|          | Daouda Sidibé                |                 |                   |                                                             | liste national |         |                                        |                      | RPG Arc-en-ciel | Groupe de la Majorité Présidentielle      |
|          | Hawa Eva Sylla               |                 |                   |                                                             | liste national |         |                                        |                      | RPG Arc-en-ciel | Groupe de la Majorité Présidentielle      |
|          | Amara Kadjani Coumbassa      |                 |                   |                                                             | liste national |         |                                        |                      | RPG Arc-en-ciel | Groupe de la Majorité Présidentielle      |
|          | Seydouba Maciré Camara       |                 |                   |                                                             | liste national |         |                                        |                      | RPG Arc-en-ciel | Groupe de la Majorité Présidentielle      |
|          | Aminata Diallo               |                 |                   |                                                             | liste national |         |                                        |                      | RPG Arc-en-ciel | Groupe de la Majorité Présidentielle      |
|          | Mamady Kandé                 |                 |                   |                                                             | liste national |         |                                        |                      | RPG Arc-en-ciel | Groupe de la Majorité Présidentielle      |
|          | Togba Zogbélémou             |                 |                   |                                                             | liste national |         |                                        |                      | RPG Arc-en-ciel | Groupe de la Majorité Présidentielle      |
|          | Aïssatou Bobo Baldé          |                 |                   |                                                             | liste national |         |                                        |                      | RPG Arc-en-ciel | Groupe de la Majorité Présidentielle      |
|          | Michel Kamano                |                 |                   |                                                             | liste national |         |                                        |                      | RPG Arc-en-ciel | Groupe de la Majorité Présidentielle      |
|          | Nestor Kagbadouno            |                 |                   | premier questeur                                            | liste national |         |                                        |                      | RPG Arc-en-ciel | Groupe de la Majorité Présidentielle      |
|          | Dr Momo Camara               |                 |                   | 4e Secrétaire parlementaire                                 | liste national |         |                                        |                      | RPG Arc-en-ciel | Groupe de la Majorité Présidentielle      |
|          | Mohamed Tounkara             |                 |                   |                                                             | liste national |         |                                        |                      | RPG Arc-en-ciel | Groupe de la Majorité Présidentielle      |
|          | Souleymane Kéita             |                 |                   |                                                             | liste national |         |                                        |                      | RPG Arc-en-ciel | Groupe de la Majorité Présidentielle      |
|          | Makanéra Kaké                |                 |                   | 3e Secrétaire parlementaire                                 | liste national |         |                                        |                      | RPG Arc-en-ciel | Groupe de la Majorité Présidentielle      |
|          | Domani Doré                  |                 |                   | première Secrétaire parlementaire                           | liste national |         |                                        |                      | RPG Arc-en-ciel | Groupe de la Majorité Présidentielle      |
|          | Souleymane Bah Fisher        |                 |                   |                                                             | liste national |         |                                        |                      | RPG Arc-en-ciel | Groupe de la Majorité Présidentielle      |
|          | Bakary Diakité               |                 |                   |                                                             | liste national |         |                                        |                      | RPG Arc-en-ciel | Groupe de la Majorité Présidentielle      |
|          | Mansa Samaoro                |                 |                   | 2e Secrétaire parlementaire                                 | liste national |         |                                        |                      | RPG Arc-en-ciel | Groupe de la Majorité Présidentielle      |
|          | Togba Jean Kolié             |                 |                   |                                                             | liste national |         |                                        |                      | RPG Arc-en-ciel | Groupe de la Majorité Présidentielle      |
|          | Djènè Saran Camara           |                 |                   |                                                             | liste national |         |                                        |                      | RPG Arc-en-ciel | Groupe de la Majorité Présidentielle      |
|          | Ramatoulaye Labo Diallo      |                 |                   |                                                             | liste national |         |                                        |                      | RPG Arc-en-ciel | Groupe de la Majorité Présidentielle      |
|          | Moussa Bangoura              |                 |                   |                                                             | liste national |         |                                        |                      | RPG Arc-en-ciel | Groupe de la Majorité Présidentielle      |
|          | Elhadj Mamadou Sylla         |                 |                   |                                                             | liste national |         |                                        |                      | UDG             | Groupe Parlementaire Alliance Patriotique |
|          | Elhadj Dembo Sylla           |                 |                   | président du Groupe parlementaire Alliance patriotique      | liste national |         |                                        |                      | UDG             | Groupe Parlementaire Alliance Patriotique |
|          | Moussa Soumah                |                 |                   |                                                             | liste national |         |                                        |                      | UDG             | Groupe Parlementaire Alliance Patriotique |
|          | Malick Sylla                 |                 |                   |                                                             | liste national |         |                                        |                      | UDG             | Groupe Parlementaire Alliance Patriotique |
|          | Siaka Barry                  |                 |                   |                                                             | liste national |         |                                        |                      | MPDG            | Groupe Parlementaire Alliance Patriotique |
|          | Fatoumata Barry              |                 |                   |                                                             | liste national |         |                                        |                      | MPDG            | Groupe Parlementaire Alliance Patriotique |
|          | Abdoulaye Sanoh              |                 |                   |                                                             | liste national |         |                                        |                      | MPDG            | Groupe Parlementaire Alliance Patriotique |
|          | Mamadou Saliou Sow           |                 |                   |                                                             | liste national |         |                                        |                      | NFD             | Groupe Parlementaire Alliance Patriotique |
|          | Mamadou Alpha Bah            |                 |                   |                                                             | liste national |         |                                        |                      | NFD             | Groupe Parlementaire Alliance Patriotique |
|          | Ibrahima Sory Diallo         |                 |                   | 5e secrétaire parlementaire                                 | liste national |         |                                        |                      | ADC-BOC         | Groupe du Rassemblement Républicain       |
|          | Boubacar Sidiky Diallo       |                 |                   |                                                             | liste national |         |                                        |                      | ADC-BOC         | Groupe du Rassemblement Républicain       |
|          | Moustapha Kaba               |                 |                   |                                                             | liste national |         |                                        |                      | UPR             | Groupe de la Majorité Présidentielle      |
|          | Elhadj Mamadou Dian Barry    |                 |                   |                                                             | liste national |         |                                        |                      | UPR             | Groupe de la Majorité Présidentielle      |
|          | Aboubacar Soumah             |                 |                   |                                                             | liste national |         |                                        |                      | GDE             | Groupe du Rassemblement Républicain       |
|          | Ibrahima Deen Touré          |                 |                   | président du Groupe parlementaire Rassemblement républicain | liste national |         |                                        |                      | GDE             | Groupe du Rassemblement Républicain       |
|          | Mamadou Kaly Bah             |                 |                   |                                                             | liste national |         |                                        |                      | UFC             | Groupe du Rassemblement Républicain       |
|          | Morlaye Sylla                |                 |                   |                                                             | liste national |         |                                        |                      | UFC             | Groupe du Rassemblement Républicain       |
|          | M’Ballou Fatoumata Camara    |                 |                   |                                                             | liste national |         |                                        |                      | RDIG            | Groupe du Rassemblement Républicain       |
|          | Sata Diakité                 |                 |                   |                                                             | liste national |         |                                        |                      | RDIG            | Groupe du Rassemblement Républicain       |
|          | Dr Sékou Kouressy Condé      |                 |                   |                                                             | liste national |         |                                        |                      | ARENA           | Groupe du Rassemblement Républicain       |
|          | Abdoulaye Kourouma           |                 |                   | 6e secrétaire parlementaire                                 | liste national |         |                                        |                      | RRD             | Groupe Parlementaire Alliance Patriotique |
|          | Elhadj Bouna Keita           |                 |                   |                                                             | liste national |         |                                        |                      | RGP             | Groupe du Rassemblement Républicain       |
|          | Mohamed Lamine Kaba          |                 |                   |                                                             | liste national |         |                                        |                      | FIDEL           | Groupe du Rassemblement Républicain       |
|          | Oyé Béavogui                 |                 |                   |                                                             | liste national |         |                                        |                      | PDG-RDA         | Groupe du Rassemblement Républicain       |
|          | Elhadj Ibrahima Sila Bah     |                 |                   | 4e Vice-président                                           | liste national |         |                                        |                      | PGRP            | Groupe du Rassemblement Républicain       |
|          | Pépé Koulémou                |                 |                   |                                                             | liste national |         |                                        |                      | ARN             | Groupe Parlementaire Alliance Patriotique |
|          | Sâa Kossa Touré              |                 |                   |                                                             | liste national |         |                                        |                      | MPD             | Groupe du Rassemblement Républicain       |
|          | Bintou Touré                 |                 |                   |                                                             | liste national |         |                                        |                      | PGPD            | Groupe Parlementaire Alliance Patriotique |
|          | Fodé Mohamed Soumah          |                 |                   | 5e Vice-président                                           | liste national |         |                                        |                      | GeCI            | Groupe Parlementaire Alliance Patriotique |
|          | Sékou Benna Camara           |                 |                   |                                                             | liste national |         |                                        |                      | GUD             | Groupe du Rassemblement Républicain       |
|          | Boubacar Diallo              |                 |                   |                                                             | liste national |         |                                        |                      | PPD             | Groupe Parlementaire Alliance Patriotique |
|          | Ibrahima Abé Sylla           |                 |                   |                                                             | liste national |         |                                        |                      | NGR             | Groupe Parlementaire Alliance Patriotique |
|          | Mamadou Baadiko Bah          |                 |                   |                                                             | liste national |         |                                        |                      | UFD             | Groupe Parlementaire Alliance Patriotique |
|          | Dr Saliou Bella Diallo       |                 |                   |                                                             | liste national |         |                                        |                      | parti AFIA      | Groupe du Rassemblement Républicain       |

## Observations
Quatre-vingts pour cent des sièges sont remporter et occupés par la majorité présidentiel au pouvoir, vu le refus de participation de la grande majorité de l'opposition.
Sur les 114 élus, la nouvelle assemblée est composée de 16 femmes, c'est un homme qui est élu président de l’Assemblée nationale comme cela a été depuis 1958 et de même qu'à la présidence de tous les groupes parlementaires.